# 誰が許すの 君のわがままを
『誰が許すの 君のわがままを』（だれがゆるすの きみのわがままを）は、財津和夫の通算10枚目のシングル。

## 背景
表題曲の「誰が許すの 君のわがままを」は、セルフカバーアルバム『CALL』の先行シングルで、アルバムの中で唯一の新曲である。
カップリング曲の「時が経てば」は、1993年に発売されたベスト・アルバム『MINI BEST from TV』にて初収録された。

## 収録曲
| 全作詞・作曲: 財津和夫。 |                                                     |           |            |          |      |
| #                        | タイトル                                            | 作詞      | 作曲・編曲 | 編曲     | 時間 |
| 1.                       | 「誰が許すの 君のわがままを」                       | 財津和夫  | 財津和夫   | 財津和夫 | 4:31 |
| 2.                       | 「本当の言葉」                                      | 財津和夫  | 財津和夫   | 西平彰   | 5:06 |
| 3.                       | 「誰が許すの 君のわがままを」(オリジナル・カラオケ) | 財津和夫  | 財津和夫   |          | 4:31 |
| 合計時間:                | 合計時間:                                           | 合計時間: | 14:08      |          |      |

## タイアップ
| # | 曲名                          | タイアップ                                                   | 出典  |
| - | ----------------------------- | ------------------------------------------------------------ | ----- |
| 1 | 「誰が許すの 君のわがままを」 | テレビ朝日系ドラマ『柴門ふみセレクション』エンディングテーマ | [ 3 ] |